# 三菱・みずしま
三菱・みずしま（みつびしみずしま）は新三菱重工業水島製作所が太平洋戦争終戦後初めて製造したオート三輪型ピックアップトラックのシリーズ名であり、戦後間もない1946年から製造された。
この項目では「みずしま号」とその後身で1962年まで製造された「三菱号」のほか、1959年から派生型の軽オート三輪として製造された三菱・レオについても併せて記述する。

## 概要
機械的にはそれまでの軍用トラックの製造技術を生かし、先行オート三輪メーカーの製品も参考にした、頑丈ながらも極めて簡素な構造のトラックであるが、第二次世界大戦敗戦後の旧財閥系企業が平和産業への転換を図って生み出された工業製品の代表例であり、官公庁や大企業向けの製品に重点を置いてきた三菱重工系企業が、民間向けの小型車両を自社開発・製造した先駆例として、三菱の自動車開発におけるマイルストーンとなった車両でもある。
運転台には運転手を保護するための折りたたみ式のキャンバストップとフロントガラスを当初から備えており、エンジンは744cc単気筒で最大積載量は400kgを公称、実用的には先行する老舗オート三輪メーカーの製品と比較しても十分な性能を備えていた。みずしま3輪トラックは、新三菱が同時期に開発した三菱・シルバーピジョンスクーターと共に、日本の戦後の自家用車・自家用トラック普及の一翼を担った。
三菱・みずしまの後のモデルは、より大きな最大積載量とより広く快適な運転台の実現を目指して様々な改良が行われた。

## 歴史
「みずしま」は先行各社のオート三輪に比較するとモデルバリエーションが少ないという弱点はあったものの、基礎的な商品力の高さと水島工場の生産キャパシティの大きさから販路を拡大し、1940年代末期以降の一時は、オート三輪業界の3大メーカーの一つであった日本内燃機「くろがね」をも凌駕するシェアを獲得した。商品力もさることながら、早期の販売網整備と、1949年9月からオート三輪業界で初めて月賦販売を開始したことも大きく影響していた。
材質が良質であったことも特筆事項で、特に1940年代後半の初期モデルは、エンジンのクランクケースなど主要パーツには高品質のアルミニウム合金が、また荷箱には航空機の機体に使用されるジュラルミンが用いられるなど（オート三輪の荷箱としては空前絶後の代物であった）、本来軍用航空機用にストックされながら終戦で使途を失った良質な金属資材が場違いなまでにふんだんに転用されていた。
1948年、ハードトップ型キャビンを備えたTM3D型が登場、1950年まで製造された。1950年から生産開始されたTM3J型では、フロントフォークがそれまでのボトムリンクに板バネを組み合わせた古典的レイアウトに替えて、航空機の主脚に使われる油圧式ショックアブソーバーの技術を導入したテレスコピック式サスペンション（一般には、イタリア語と英語を混用して「オレオフォーク」と呼ばれた）をオート三輪業界でいち早く採用、乗り心地を大きく改善した。
1952年にはME10型866cc・21馬力エンジンを搭載し、積載量が1トンまで拡大されたTM4E型が登場。
1955年にはセルモーターと2灯式ヘッドランプ、前進4段トランスミッションを採用したTM5F/TM5G型が登場。TM5型の廉価版として744cc・750kg積みのTM6型も同時発売された。
1955年のTM7型（1.5t積み）・TM8型（2t積み）モデルから車名が「三菱号」に変更され、「みずしま」の名は使われなくなった。この時期以降、エンジンは強制空冷式の直列2気筒OHVとなり、大幅にパワーアップしたが、クローズドボディや丸ハンドルモデルの導入後もエンジン搭載位置はキャビン中央を占有し左右を仕切る形態を踏襲した。同時期の競合各車のような、フロントシート下にエンジンを移動させての3人がけ仕様への移行は為されず、2座のままに留まった。
だが4輪トラック市場の成長に反比例した1957年以降のオート三輪市場の縮小は如何ともし難く、三菱でも2トン積みクラスの小型4輪トラックの開発が進められた。ジープ用4気筒エンジンを改良して搭載した1959年発表の「三菱・ジュピター」以降、三菱は小型トラックの4輪モデルへのシフトを進め、どの国産メーカーよりも早く中型トラックの開発を進めていた。小型オート三輪撤退に至った1962年時点での最終型オート三輪であるTM18B型でも、オート三輪業界上位2社のダイハツ・マツダのような水冷エンジンへのシフトは行われず、最上級モデルまでも空冷直列2気筒1.5L47PSの過渡的なパワーユニットのまま終焉を迎えた。

### レオ
1959年には当時の軽オート三輪ブームに対応する派生車種として軽自動車規格の三菱・レオ（LEO）が登場する。
「三菱3輪ペット」という新ジャンル名を与えられ、手塚治虫のヒット作、ジャングル大帝の主人公レオにあやかって名付けられたこのモデルは、シリーズ初のオールスチール製キャビンを持ち、オート三輪史上初のシンクロメッシュ式3速MTを搭載。最高速度は約74km/hと当時の軽オート三輪の中でも最速を公称した。ベンチタイプのシートは座面も厚く、エンジンをシートの下に搭載することで、足元空間と荷台を広げたことも特徴であった。
三菱・レオは、三菱が戦後初めて製造した4輪自動車である三菱・360や三菱・ミニカにも多大な影響を及ぼした。また、レオの愛嬌あるデザインは2001年にオリビエ・ブーレイが三菱自動車工業のチーフデザイナーに就任した際、"ブーレイ顔"に代表されるその後の三菱車の基本デザインを策定していく上で大いに参考にされたという。
レオは小型トラックのLT10以外にもライトバン型のLT11等もラインナップ。シリーズでも屈指のヒット作となり、僅か3年の間に約28,000台を売り上げたが、軽オート三輪のブームは短いものであった。
1961年発表の4輪軽貨物車である三菱・360の成功が契機となり、レオと三菱号TM18B型を最後に翌1962年に三菱はオート三輪の生産を全面中止。水島製作所は三菱・360より派生した三菱・ミニカと三菱・ミニキャブの製造に総力を挙げていく事になる。
みずしまオート三輪は、1948年から1962年までにシリーズ合計35車種を世に送り出し、総生産台数は約91000台であった。